# Equazione trascendente mista
Un'equazione trascendente mista è un'equazione in cui l'incognita figura sia quale argomento di una funzione trascendente (trigonometrica, esponenziale, logaritmica, ecc.) sia in forma polinomiale, oppure compare quale argomento di due diverse funzioni trascendenti all'interno della stessa equazione. A meno di forme notevoli particolari, non esistono metodi analitici esatti applicabili in qualsiasi caso per la risoluzione di questo tipo di equazioni, le quali possono solo essere risolte per via numerica mediante successive approssimazioni. L'equazione
{\displaystyle x+\log(x)=b,}
è un esempio di equazione trascendente mista.